# Klára Killermann-Bartos
Klára Killermann-Bartos (2 gennaio 1940 – 16 luglio 2012) è stata una nuotatrice ungherese.
Specializzata nella rana, ha partecipato ai Giochi di Helsinki 1952, di Melbourne 1956, e di Roma 1960, gareggiando, nei 200m rana e, solo nel torneo del 1960, anche nella Staffetta 4x100m mista.
Ai Campionati europei del 1954, ha vinto 1 bronzo nei 220m rana.